# Сибила фон Анхалт
Сибила фон Анхалт (на немски: Sibylla von Anhalt; * 28 септември 1564, Бернбург; † 16/26 ноември 1614, Леонберг) от династията Аскани, е абатеса на манастира Гернроде и Фрозе от 1577 до 1581 г. Тя напуска манастира, за да се омъжи за Фридрих I и става херцогиня на Вюртемберг.

## Живот
Сибила е дъщеря на княз Йоахим Ернст фон Анхалт (1536 – 1586) и първата му съпруга Агнес фон Барби-Мюлинген (1540 – 1569), дъщеря на Волфганг фон Барби.
Още непълнолетна тя е избрана през 1577 г. за абатеса, като наследница на сестра си Анна Мария. Сибила се отказва от службата през 1581 г. и е наследена от сестра си Агнес Хедвиг.
Сибила се омъжва на 16 години през 1581 г. за Фридрих I (1557 – 1608), който от 1593 г. е херцог на Вюртемберг. След 15 години те живеят почти разделени.
Тя се занимава с ботаника, химия и алхимия. След смъртта на Фридрих през 1608 г. тя се оттегля в Леонберг.

## Деца
Сибила и Фридрих I имат децата:
- Йохан Фридрих (1582 – 1628), херцог на Вюртемберг
- Георг Фридрих (1583 – 1591)
- Сибила Елизабет (1584 – 1606) ∞ Йохан Георг I, курфюрст на Саксония
- Елизабет (*/† 1585)
- Лудвиг Фридрих (1586 – 1631), херцог на Вюртемберг-Монбеляр
- Йоахим Фридрих (*/† 1587)
- Юлиус Фридрих (1588 – 1635), херцог на Вюртемберг-Вайлтинген
- Филип Фридрих (*/† 1589)
- Ева Христина (1590 – 1657) ∞ Йохан Георг, херцог на Бранденбург-Йегерндорф
- Фридрих Ахилес (1591 – 1631), херцог на Вюртемберг-Нойенщат
- Агнес (1592 – 1629) ∞ принц Франц Юлий фон Саксония-Лауенбург
- Барбара (1593 – 1627) ∞ Фридрих V, маркграф на Баден-Дурлах
- Магнус (1594 – 1622), херцог на Вюртемберг-Нойенбюрг
- Август (*/† 1596)
- Анна (1597 – 1650)